# Philip Stanhope (5e comte Stanhope)
Pour les articles homonymes, voir Stanhope.
Philip Henry Stanhope, 5e comte Stanhope (30 janvier 1805 - 24 décembre 1875), titré vicomte Mahon entre 1816 et 1855, est un homme politique et historien britannique. Il occupe un poste de sous-secrétaire d’État aux affaires étrangères dans le gouvernement de Robert Peel dans les années 1830 et 1840 mais est davantage connu pour ses contributions à la culture et pour ses écrits historiques.

## Famille
Lord Stanhope épouse Emily Harriet, fille du général Edward Kerrison, 1er baronnet , en 1834. Elle meurt en décembre 1873. Ils ont quatre fils et une fille :
- Arthur Stanhope, 6e comte Stanhope (1838-1905)
- Edward Stanhope (1840-1893), un homme politique conservateur.
- Mary Catharine Stanhope (3 février 1844 - 30 juin 1876), épouse Frederick Lygon, 6e comte de Beauchamp dont descendance.
- Henry Augustus Stanhope (4 décembre 1845 - 17 juin 1933), épouse Mildred Vernon (morte en 1915) et a un enfant.
- Philip Stanhope, 1er baron Weardale (1847-1923)

Stanhope lui survit deux ans et meurt à Merivale, Bournemouth , Hampshire, en décembre 1875, à l'âge de 70 ans. Son fils aîné, Arthur , lui succède au titre de comte.